# Chaetocladius gelidus
Chaetocladius gelidus är en tvåvingeart som beskrevs av Lars Zakarias Brundin 1956. Chaetocladius gelidus ingår i släktet Chaetocladius och familjen fjädermyggor. Det är osäkert om arten förekommer i Sverige. Inga underarter finns listade i Catalogue of Life.